# Alboglossiphonia sibirica
Alboglossiphonia sibirica (лат.) — вид плоских пиявок (Glossiphoniidae).

## Описание
Общая длина тела Alboglossiphonia sibirica до 11,9 мм. Тело листообразное, уплощённое в спинно-брюшном направлении, широкое. Края тела с мелкими зазубринами. Поверхность тела с небольшими сосочками.
Тело сегментированное. Сегменты I—IV срастаются, образуя головную область, сегменты V—XXIV состоят из 3 колец, сегменты XXV—XXVII — из 1 кольца (всего 70 колец).
Окраска светлая, желтоватая, с большим количеством тёмных пятен и полос, сгруппированных в 18—24 ряда вдоль тела, паттерн которых служит диагностическим признаком, отличающим вид от близкородственного Alboglossiphonia heteroclita.

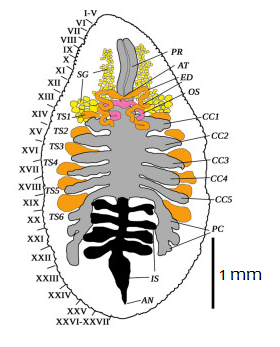
PR — proboscis sheath (оболочка хобота), SG — salivary glands (слюнные железы), CC — pairs of crop caeca with their numbers (парные карманы желудка и их номера), PC — the last pair of crop caeca, posterior caeca (последняя, задняя пара карманов желудка), IS — intestine (кишечник), AN — anus (анус), AT — atrium (атриум), ED — ejaculatory ducts (семяизвергательные каналы), TS — testisacs with their numbers (семенные мешки и их номера), OS — ovisacs (яйцевые мешки).

На переднем конце тела имеется три пары глаз, причём глаза передней пары сближены настолько, что сливаются в единое глазное пятно.
Имеется мускулистый хобот с массивной оболочкой. Желудок с шестью парами карманов (отростков), задние карманы ветвятся, образуя 3 отростка. Кишечник также образует 4 пары коротких карманов, после которых яйцевидно расширяется.
Гермафродиты. Имеются семенной и яйцевой мешки. Семенных мешков 6 пар. Половое отверстие (гонопора) общее, открывается между первым и вторым кольцами XII сегмента.

## Образ жизни
Обитает в пресных водоёмах в широком диапазоне условий — обнаружен в реках, старицах, озёрах, водохранилищах, дорожных канавах, лужах. Была обнаружена в сожительстве со мшанкой Plumatella, однако причины этого неясны: возможно, мшанка просто служила защитой для пиявки, а возможно, являлась её кормовым объектом. Так или иначе, процесс питания Alboglossiphonia sibirica не задокументирован. Сообщения о жизненном цикле отсутствуют.

## Распространение
Вид найден на территории Сибири, Дальнего Востока России и Монголии. В том числе была найдена севернее Полярного круга.